# Lightyear
Lightyear (prt: Buzz Lightyear; bra: Lightyear) é uma animação americana de ficção científica de ação produzido pela Pixar Animation Studios e Walt Disney Pictures. É o vigésimo sexto longa-metragem da Pixar, e o quinto spin-off da série Toy Story da Pixar.
Lightyear conta a história do jovem astronauta Buzz Lightyear, que, depois de ser abandonado em um planeta hostil com seu comandante e tripulação, tenta encontrar um caminho de volta para casa enquanto enfrenta uma ameaça na forma de Zurg. Inicialmente, o material de origem para Buzz Lightyear foi introduzido no filme direto para vídeo Buzz Lightyear of Star Command: The Adventure Begins (2000), que foi o piloto de uma série de televisão spin-off, Buzz Lightyear of Star Command (2000–2001). Depois de terminar o trabalho em Finding Dory (2016), MacLane, um fã de ficção científica, lançou a ideia de fazer um filme sobre Buzz Lightyear na Pixar. Para evocar os filmes de ficção científica que ele cresceu assistindo, os animadores queriam dar ao filme um visual "cinematográfico" e "volumoso". Michael Giacchino compôs a trilha sonora do filme.
Foi lançado pela Walt Disney Studios Motion Pictures em 17 de junho de 2022. Apesar de ter sido bem recebido pela crítica, o filme foi um fracasso de bilheteria.

## Sinopse
A aventura de ação e ficção científica apresenta a história de origem definitiva de Buzz Lightyear - o herói que inspirou o brinquedo - apresentando o lendário patrulheiro espacial que conquistaria gerações de fãs.

## Elenco
- Chris Evans como Buzz Lightyear[9]
- Keke Palmer como Izzy Hawthorne
  - Keira Hairston como Jovem Izzy
- Dale Soules como Darby Steel
- Taika Waititi como Mo Morrison
- Peter Sohn como Sox
- Uzo Aduba como Alicia Hawthorne
- James Brolin como Zurg
- Mary McDonald-Lewis como I.V.A.N.
- Efren Ramirez como Diaz
- Isiah Whitlock Jr. como Comandante Burnside

### Dublagem brasileira
- Buzz Lightyear - Marcos Mion[10]
- Sox - César Marchetti[10]
- Izzy Hawthorne - Flora Paulita[10]
- Mo Morisson - Henrique Reis[10]
- Darby Steel - Lúcia Helena Azevedo[10]
- Alisha Hawthorne - Adriana Pissardini[10]

## Produção
Em um episódio do The Ellen DeGeneres Show, Tom Hanks disse que o quarto filme seria o último da franquia principal de Toy Story. Ele disse que Tim Allen o "advertiu sobre o adeus final emocional entre seus personagens Woody e Buzz Lightyear em Toy Story 4". No entanto, o produtor Mark Nielsen não descartou a possibilidade de um quinto filme afirmando: "Cada filme que fazemos, tratamos como se fosse o primeiro e o último filme que faremos, então você se força a mantê-lo acima. Você não sobe por cima dos esquis. Tem outro? Eu não sei. Se houver, é o problema de amanhã." Pouco depois do lançamento do quarto filme, Annie Potts disse que apesar de não saber se outro filme seria feito, ela acredita que muitos fãs ficarão interessados em ver o que os brinquedos farão a seguir. Alguns meses antes do lançamento do filme, Tim Allen deu a entender que um quinto filme é possível, ao mesmo tempo que expressou interesse em fazer outro filme, afirmando: "Assim que chegar a quatro, você ultrapassa essa trilogia [ponto], então eu não vejo nenhuma razão pela qual eles não fariam isso, certamente. Se você me perguntar, eu diria fazer cinco." Em 10 de dezembro de 2020, no Disney Investor Day, Lightyear foi anunciado, um filme preliminar spin-off retratando a origem do personagem Buzz Lightyear no universo, com Chris Evans como a nova voz de Buzz Lightyear. Segundo Evans, o filme não é baseado no brinquedo Buzz visto em filmes anteriores, mas serve como a "história de origem do humano Buzz Lightyear em que o brinquedo se baseia".

## Marketing
O teaser trailer foi lançado em 27 de outubro de 2021.

## Lançamento
Lightyear foi lançado nos Estados Unidos em 17 de junho de 2022, e um dia antes, em Portugal e no Brasil.

### Banimento e censura
Lightyear foi banido do mundo árabe, incluindo em países como Barém, Brunei, Egito, Iraque, Jordânia, Cazaquistão, Kuwait, Líbano, Malásia, Omã, Palestina, Catar, Arábia Saudita, Síria, Tunísia e Emirados Árabes Unidos. O banimento ocorreu pelo beijo lésbico entre as personagens  Alisha Hawthorne e sua namorada, Kiko. A China pediu para que a cena fosse excluída, o que foi declinado pela Disney. A Indonésia afirmou que não baniu o filme, "mas sugeriu que o criador do filme pensasse em sua audiência na Indonésia, onde um beijo LGBT era considerado sensível". Em Singapura, o filme foi permitido apenas para maiores de 16 anos (NC-16). Apesar das petições, o Marrocos recusou-se a banir o filme e o exibiu no cinema.
Jenna Barbee, uma professor da Florida, então governada pelo trumpista Ron DeSantis, chegou a ser investigada por passar o filme para alunos da quinta série. A cena em específico foi cortada pela Disney no meio de março de 2022, mas após a resposta do então CEO Bob Chapek ao Florida Parental Rights in Education Act e a polarização interna da empresa, a cena foi reinserida. Em entrevista para a Variety, Evans disse sobre a cena que "me fizeram essa pergunta algumas vezes — é ótima, é maravilhosa, me faz feliz. É difícil não ficar um pouco frustrado que isso precisa ser um tópico sob discussão [...] O objetivo é chegar ao ponto que isso é a norma, e não precisa ser mares não desbravados, é só o jeito que ela é. A representação entre a empresa é como nós fazemos filmes".

### Bilheteria
Lightyear foi um fracasso de bilheteria, obtendo apenas 226,4 milhões de dólares em todo o mundo contra um orçamento de 200 milhões de dólares - nem todo o dinheiro arrecadado nas bilheterias ficou com o estúdio. O Deadline Hollywood calculou que o filme causou uma perda de 106 milhões de dólares para o estúdio, contando todas as despesas. Vários especialistas apontaram motivos para o fracasso do filme nas bilheterias. O Deadline Hollywood e a Variety atribuíram o desempenho ruim do filme a forte competição com os filmes Jurassic World: Dominion e Top Gun: Maverick, que estavam em cartaz na mesma época. Mesmo assim, tanto o Deadline como a Variety disseram que Lightyear foi uma decepção, dada a força da marca da Pixar e da franquia Toy Story. O Los Angeles Times disse que o público não se interessou por Lightyear pelo filme não ser uma sequência direta de Toy Story e não ter outros personagens conhecidos da franquia, como o xerife Woody. O The Hollywood Reporter falou que, além da forte competição com Jurassic World: Dominion e Top Gun: Maverick, a Disney fez uma campanha de marketing confusa para promover o filme. O The Mercury News e o The Washington Post criticaram a inclusão de um casal de lésbicas no filme e o fato da Disney não ter escalado Tim Allen no papel de Buzz Lightyear, como ocorreu em Toy Story. No Brasil, algo semelhante ocorreu, com parte do público criticando a escalação do ator e apresentador Marcos Mion para dublar o Buzz no filme em vez do dublador Guilherme Briggs, que dublou o personagem em Toy Story. Outros especialistas de bilheteria disseram acreditar que o público estava desacostumado a ir ao cinema assistir aos filmes da Pixar, já que os últimos três filmes do estúdio, Soul, Luca e Red: Crescer é uma Fera foram lançados diretamente no Disney+ durante a pandemia de COVID-19, o que explicaria o fraco desempenho de Lightyear. Outros analistas opinaram que, em muitas partes do mundo, uma grande parte do público ainda estava evitando ir aos cinemas por causa da pandemia.

### Streaming
Lightyear foi disponibilizado pelo serviço de streaming da Disney, Disney+, em 3 de agosto de 2022.